# José Manuel León
José Manuel León Talavera, conosciuto anche come Mamé León (Las Palmas de Gran Canaria, 15 maggio 1944 – 15 febbraio 2020), è stato un allenatore di calcio e calciatore spagnolo di ruolo attaccante.

## Carriera

### Giocatore
Nativo di Las Palmas de Gran Canaria, José Manuel León iniziò a giocare a calcio nel collegio dei Gesuiti del quartiere di Vegueta.
A 15 anni entrò nelle giovanili del Las Palmas, con cui vinse anche un campionato nazionale giovanile nel 1962, con una squadra ricca di talento che venne soprannominata Los Diablillos amarillos.
Esordì in prima squadra a 17 anni, il 16 settembre 1962, in Segunda División e si ritagliò uno spazio importante nel club, come fecero anche diversi altri ragazzi del vivaio canarino in quegli anni.
Nel 1964 il club vinse il campionato di Segunda ottenendo così la promozione in massima serie. Nel mese di maggio dello stesso anno, León trascorse anche un breve periodo in prestito al Tenerife, nel 1964, in cui disputò solo due partite, in Copa del Generalísimo.
Rientrato al Las Palmas, diventò un giocatore titolare del club per le successive undici stagioni. Fu un periodo di traguardi storici per il Las Palmas che ottenne un terzo posto in campionato nel 1967-68, e unsecondo posto nel 1968-69, giocando anche la Coppa delle Fiere nel 1969-70 e la Coppa UEFA nel 1972-1973. 
León si ritirò nel 1975, intraprendendo la carriera da allenatore. Giocò 318 partite ufficiali con il Las Palmas, delle quali 250 nella Primera División.

### Allenatore
Da allenatore, León lavorò dapprima con la squadra filiale del Las Palmas Atlético, per poi passare alla guida della prima squadra nel 1980.
Tornò sulla panchina del club che lo aveva lanciato come giocatore in altre due occasioni, seppur per brevi esperienze, nel 1983 e nel 1992.
Nel 2008 tornò ancora una volta a sedersi sulla panchina del Las Palmas in tandem con l'ex compagno di squadra Paco Castellano.
Nel 2010 venne premiato dal club per i suoi servigi con la insignia de oro y brillantes de la UD Las Palmas.

## Palmarès

### Club

#### Competizioni nazionali
- Segunda División spagnola: 1

Las Palmas: 1963-1964 (Gruppo II)